# Idan Matalon
Idan Matalon, (hebraico: עידן מטלון) (nascido em Rishon Lezion, em Israel, em 1 de Novembro de 1988, é um vídeo blogger, jornalista, produtor de vídeo e áudio, modelo e executivo de negócios israelense. Atualmente conhecido, como colunista do website mako israelense, também é vice-presidente de marketing da rede social global LGBT Moovz. Depois de completar o serviço militar, Matalon começou a fazer vídeo blogging por volta de 2010, e Out Traveler descreveu-o depois, como uma "estrela de sincronismo labial online." Já teve destaque como modelo, personalidade online, ou ativista gay em revistas como a NRG, À cause des garçons, Stubborn Magazine, Dezanove.pt, Nexter, and MyGayTrip, que também o contratou em 2012 para servir como o principal rosto da sua publicidade. Em Abril de 2012 a publicação Shalom Vida nomeou-o o n.º 20 da sua lista dos Top 50 Homens Judeus Mais Sexy.

## Juventude
Idan Matalon (hebraico: עידן מטלון) nasceu na cidade de Rishon Lezion, Israel. Passou a infância na casa dos seus pais em Gan Yavne, uma cidade perto da cidade de Asdode. Quando tinha dezesseis anos começou a fazer sincronismo labial de canções pop e a postar os vídeos no YouTube, e a sua conta foi simplesmente encerrada por questões de direitos autorais. le entrou para a Força de Defesa de Israel na sua adolescência, e depois de trabalhar numa série de posições, mudou-se para Tel Aviv  em 2010.

## Carreira

### 2010-12: Vídeos e carreira de modelo iniciais

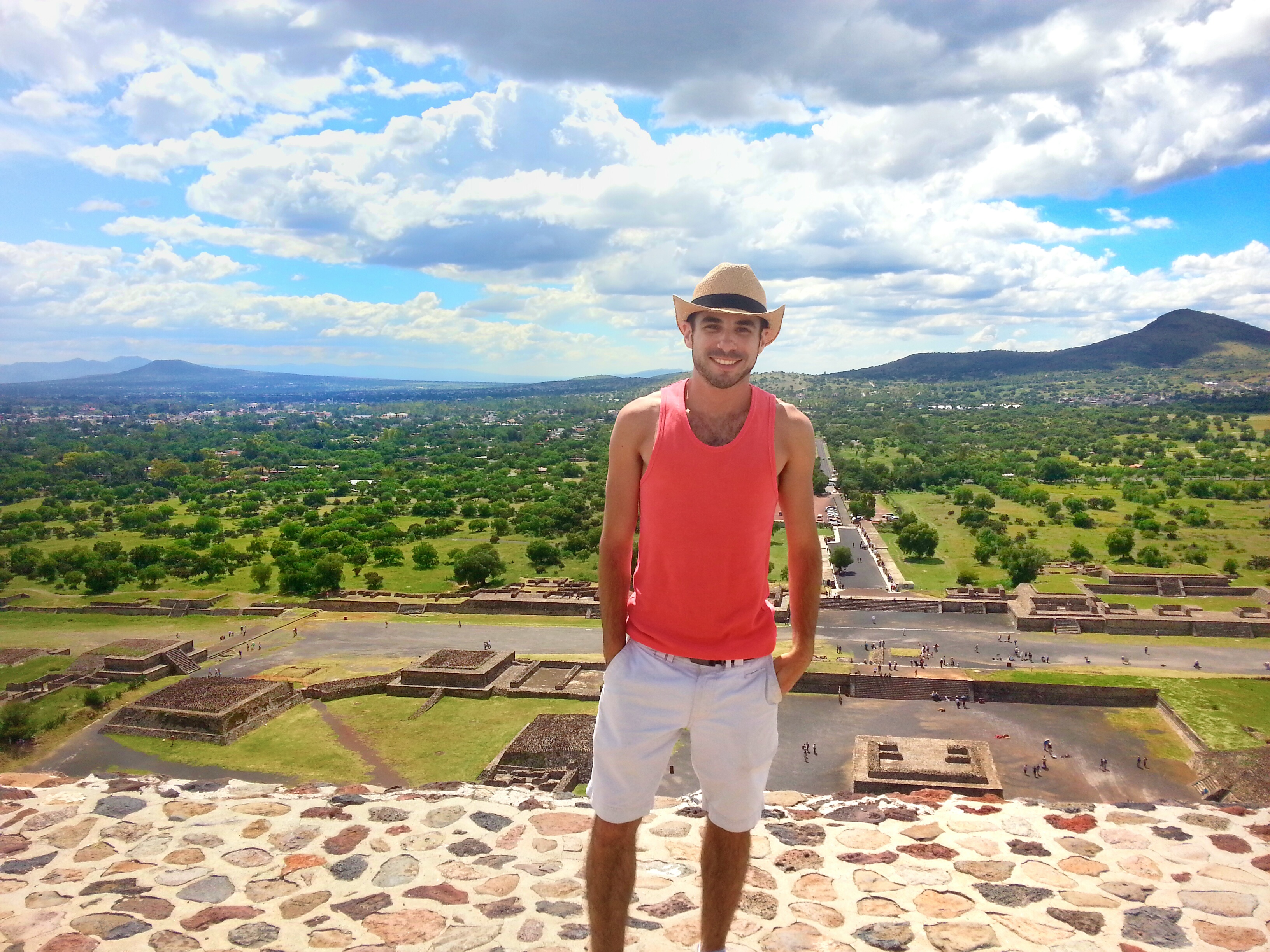
Matalon é conhecido por filmar vídeos de sincronismo labial tanto em Tel Aviv como internacionalmente.

De acordo com Gay.net, por volta de 2010 Matalon começou novamente a transferir vídeos feitos pelo próprio para o YouTube, muitas vezes com ele e com os seus amigos a fazer sincronismo labial de canções pop por Tel Aviv. Conforme a popularidade dos vídeos cresceu, Out Traveler apelidou-o de "estrela de sincronismo labial online", descrevendo um dos seus vídeos típicos como "[Matalon] dançando nas esquinas de Tel Aviv enquanto fazia sincronismo labial de música pop coreana". Matalon continuou a transferir vídeos em 2012, começando também a filmar entrevistas de rua e a falar sobre diversos temas. Por volta de 2012 Também trabalhava como proprietário duma união partidária no clube Evita, como coordenador de jovens no centro comunitário Bat Yam, e como coordenador de escolas de preparação militar em Bat Yam.
Conforme recebia cada vez mais atenção online, Matalon foi abordado por várias publicações para trabalhar como modelo. Na França, ele tem sido destaque de publicações como À cause des garçons, Stubborn Magazine, e MyGayTrip, que também o contratou em 2012 para servir como o principal rosto da sua publicidade. Com o fundador de MyGayTrip Matthew, Jost a nomeá-lo "musa" no website, Matalon apareceu posteriormente como modelo principal numa série de anúncios de página inteira em Têtu. Ele também esteve em publicações no Canadá, nos Estados Unidos, no México e em Israel, e em 2012 foi destaque num artigo de NRG. Em abril de 2012 a publicação Shalom Life nomeou-o o n.º 20 da sua lista dos Top 50 Homens Judeus Mais Sexy., e nesse ano mais tarde foi compilado por Matalon um vídeo que foi destaque na revista Nexter.

### 2012: "Love Fest Tel Aviv"
Matalon estreou o seu primeiro vídeo musical, " Love Fest Tel Aviv ", na Ynet em Dezembro de 2012. Com Lihi Admon e Sean Barkat, o single foi lançado oficialmente no dia 31 de Dezembro de 2012. Matalon declarou à Ynet que o vídeo foi dedicado à cultura tolerante de Tel Aviv, com a mensagem de que Tel Aviv é uma cidade de liberdade e amor.

### 2012-14: Moovz e mako
Desde 2012, que é um colunista sobre questões LGBT para mako, um site online gerido por Keshet Broadcasting. Ele cobriu temas, tanto em formato de texto como de vídeo, sobre HIV e Dia Mundial da SIDA, normas de gênero,  and the da comunidade gay em Tel Aviv. Desde 2013 que também continuou a fazer vídeo-blog de forma independente, e no final de 2013, produziu um vídeo expressando o apoio à comunidade gay em Tel Aviv. Um site mexicano SDPNoticias.com nomeou-o como o terceiro Top 5 Gay Blogger de 2013, e em Outubro de 2013, ele apareceu como o modelo de capa para a Betún Magazine no México. Ele foi nomeado em 2013 pelo blogue canadiense SizeDoesn'tMatter como um dos "top 10 apoiantes de Israel".
Matalon juntou-se à start-up Interacting Technology como seu Vice-Presidente de Marketing, com Matalon trabalhando em campanhas de marketing e gestão dos "embaixadores da marca" para a rede social global MOOVZ, que é propriedade de Interacting. Em Abril de 2013, ele organizou um evento para apoiar Moovz em Israel, com a participação de quinze "embaixadores" internacionais. Ele também tem produzido vídeos para a empresa, e viajou em Julho de 2013 para quinze países, ao longo de 28 dias, para a campanha oficial Moovz. Em Maio de 2014, Divany na Hungria comunicou que moozv tinha sido apelidada por jornalistas de " gay Facebook ". Em Agosto de 2014 Matalon foi entrevistado pela publicação húngara SZombat.

## Vida pessoal
Abertamente gay desde os dezenove anos, Matalon assumiu-se espontaneamente para os seus pais enquanto ainda estava no serviço militar, encontrando o apoio de ambos.

## Discografia

### Singles
| Ano  | Título                                              | Álbum         | Detalhes de Lançamento              |
| ---- | --------------------------------------------------- | ------------- | ----------------------------------- |
| 2012 | "Love Fest Tel Aviv" (ft. Lihi Admon e Sean Barkat) | Apenas Single | Lançado pelo próprio (Dec 31, 2012) |

## Leitura complementar
Entrevistas
- «A Sensação do Youtube Idan Matalon faz Sincronismo Labial pela sua Vida"». Gay.net. 8 de Março de 2012
- «SDM faz uma abordagem próxima e pessoal com a sensação do YouTube israelense Idan Matalon». SDM. 12 de Abril de 2012

## References
1. 1 2 3 4  
Matalon, Idan (28 de novembro de 2013). «Dia Mundial da Sida». mako (Keshet Broadcasting). Consultado em 24 de novembro de 2014 (Hebraico)
2. 1 2  
Matson, Michael (8 de março de 2012). «A Sensação do Youtube Idan Matalon faz Sincronismo Labial pela sua Vida». Gay.net. Consultado em 24 de novembro de 2014 (Inglês)
3. 1 2  
Alexiou, Joseph (agosto de 2012). «Idan Matalon Ensina-lhe Hebraico». Out Traveler. Consultado em 24 de novembro de 2014 (Inglês)
4. 1 2 3 4 5 6  
Matar, Haggai (19 de abril de 2012). «Fins-de-semana durantw Ma'ariv: Idan Matalon faz Lady Gaga». NRG. Consultado em 24 de novembro de 2014 (Inglês)
5. 1 2  
«O belo sincronismo labial masculino de Israeli Idan Matalon». À cause des garçons. 2012. Consultado em 24 de novembro de 2014 (Francês)
6. 1 2 3 4  
Eriksen, Rune (13 de novembro de 2011). «Idan Matalon, postais Tel Aviv». MyGayTrip. Consultado em 24 de novembro de 2014 (Francês)
7. ↑  http://dezanove.pt/idan-matalon-moovz-acho-os-brasileiros-770219
8. 1 2  
Rosenzweig, Ioldos Roy (21 de novembro de 2012). «Assista: cidadãos do mundo apoiam Israel». Nexter. mako. Consultado em 24 de novembro de 2014 (Hebraico)
9. 1 2  
Jost, Matthew. «Confira a nova musa de vídeos de myGayTrip.com». MyGayTrip. Consultado em 24 de novembro de 2014 (Francês)
10. 1 2  
Baylen, Ashley (19 de abril de 2012). «Top 50 Homens Judeus Mais Sexy(20-11)». Shalom Life. Consultado em 24 de novembro de 2014 (Inglês)
11. 1 2 3  
Matalon, Idan (18 de outubro de 2012). «Nunca pensei em atirar pessoas para fora de casa». mako. Consultado em 24 de novembro de 2014 (Hebraico)
12. 1 2 3  
Hoare, Liam (2013). «A Próxima Luta pela Comunidade Gay Israelense». The Tower. Consultado em 24 de novembro de 2014 (Inglês)
13. 1 2  
Pesso, Rotem (17 de maio de 2012). «A integração da comunidade gay IDF está entre as mais avançadas no mundo». Idf.co.il (official website of the [srael Defense Forces). Consultado em 24 de novembro de 2014 (Hebraico)
14. 1 2 3  
Kotler, Amit (12 de junho de 2012). «O hebraico é o mais pop, irmã». Ynet. Consultado em 24 de novembro de 2014 (Hebraico)
15. ↑  
Kotler, Amit (2011). «O hebraico é o mais pop, irmã». Ynet. Consultado em 24 de novembro de 2014 (Hebraico)
16. ↑  
Matalon, Idan (18 de fevereiro de 2014). «Quando tinha 4, o meu pai comprou-me uma Barbie». mako (Keshet Broadcasting). Consultado em 24 de novembro de 2014 (Hebraico)
17. ↑  
Matalon, Idan. «Todos os Artigos». mako (Keshet Broadcasting). Consultado em 24 de novembro de 2014 (Hebraico)
18. ↑  
Matalon, Idan (15 de dezembro de 2013). «O mundo apoia a comunidade gay em Israel». mako (Keshet Broadcasting). Consultado em 24 de novembro de 2014 (Hebraico)
19. ↑  
«Top 5 Gay Bloggers de 2013». SDP Noticias. SDPNoticias.com. 11 de dezembro de 2013. Consultado em 24 de novembro de 2014 (Espanhol)
20. ↑  
«O rapaz de capa de Outubro 2013 de Betún Magazine, México (Galeria de Fotos)». Betún Magazine. Outubro de 2013. Consultado em 24 de novembro de 2014 (Inglês)
21. ↑  
«RECORDAÇÃO DE 2013: Estas 10 pessoas espetaculares amam #Israel tanto como eu!». SizeDoesn'tMatter. 2013. Consultado em 24 de novembro de 2014 (Inglês)
22. ↑  
Halperin, Yaniv (8 de outubro de 2013). «Orgulho Israelense: Apresentando MOOVZ – a Rede Social Gay». PC. PC.co.il. Consultado em 24 de novembro de 2014 (Hebraico)
23. ↑  
Matalon, Idan (23 de maio de 2013). «Gays de todo mundo na Terra Sagrada». mako (Keshet Broadcasting). Consultado em 24 de novembro de 2014 (Hebraico)
24. ↑  
«rede social gay foi lançada oficialmente». Nexter. mako. 30 de janeiro de 2014. Consultado em 24 de novembro de 2014 (Hebraico)
25. ↑  
Steiner, Christopher (20 de maio de 2014). «Porquê um Facebook específico para pessoas gay?». Divany.hu. Consultado em 14 de dezembro de 2014 (Húngaro)
26. ↑  
Puli, Pink (7 de agosto de 2014). «"Nada é preto ou branco" – uma entrevista com a superestrela do youtube israelense Idan Matalon». SZombat. Consultado em 14 de dezembro de 2014 (Húngaro)